# Liste der State-, U.S.- und Interstate-Highways in Michigan
Dies ist eine Liste der State-, U.S.- und Interstate-Highways im US-Bundesstaat Michigan.

Interstates (blau), U.S. Highways (rot) und State Routes (orange) in Michigan

State Route-Beschilderung in Michigan

## State Routes
- M-1
- M-3
- M-5
- M-6
- M-8
- M-10
- M-11
- M-13
- M-14
- M-17
- M-18
- M-19
- M-20
- M-21
- M-22
- M-24
- M-25
- M-26
- M-27
- M-28
- M-29
- M-30
- M-32
- M-33
- M-34
- M-35
- M-36
- M-37
- M-38
- M-39
- M-40
- M-42
- M-43
- M-44
- M-45
- M-46
- M-47
- M-48
- M-49
- M-50
- M-51
- M-52
- M-53
- M-54
- M-55
- M-57
- M-58
- M-59
- M-60
- M-61
- M-62
- M-63
- M-64
- M-65
- M-66
- M-67
- M-68
- M-69
- M-71
- M-72
- M-73
- M-75
- M-77
- M-78
- M-79
- M-80
- M-81
- M-82
- M-83
- M-84
- M-85
- M-86
- M-88
- M-89
- M-90
- M-91
- M-93
- M-94
- M-95
- M-96
- M-97
- M-99
- M-100
- M-102
- M-103
- M-104
- M-106
- M-109
- M-113
- M-115
- M-116
- M-117
- M-119
- M-120
- M-121
- M-123
- M-124
- M-125
- M-129
- M-134
- M-136
- M-138
- M-139
- M-140
- M-142
- M-143
- M-149
- M-150
- M-152
- M-153
- M-154
- M-155
- M-156
- M-157
- M-179
- M-183
- M-185
- M-186
- M-188
- M-189
- M-199
- M-201
- M-203
- M-204
- M-211
- M-212
- M-216
- M-217
- M-221
- M-222
- M-227
- M-231
- M-239
- M-247
- M-294
- M-311
- M-343
- M-553

### Ehemalige Strecken
- M-4
- M-7
- M-9
- M-12
- M-15
- M-16
- M-21A
- M-23
- M-31
- M-41
- M-56
- M-70
- M-74
- M-76
- M-87
- M-92
- M-98
- M-101
- M-105
- M-107
- M-108
- M-110
- M-111
- M-112
- M-114
- M-118
- M-122
- M-126
- M-130
- M-131
- M-132
- M-135
- M-137
- M-144
- M-145
- M-146
- M-147
- M-151
- M-158
- M-160
- M-162
- M-164
- M-165
- M-166
- M-167
- M-168
- M-169
- M-170
- M-171
- M-172
- M-173
- M-174
- M-175
- M-176
- M-177
- M-178
- M-180
- M-181
- M-184
- M-191
- M-193
- M-194
- M-195
- M-196
- M-198
- M-200
- M-205
- M-206
- M-208
- M-209
- M-210
- M-213
- M-214
- M-215
- M-218
- M-219
- M-275
- M-331
- M-554

## U.S. Highways
- U.S. Highway 2
- U.S. Highway 8
- U.S. Highway 10
- U.S. Highway 12
- U.S. Highway 23
- U.S. Highway 24
- U.S. Highway 31
- U.S. Highway 41
- U.S. Highway 45
- U.S. Highway 127
- U.S. Highway 131
- U.S. Highway 141
- U.S. Highway 223

### Ehemalige Strecken
- U.S. Highway 16
- U.S. Highway 25
- U.S. Highway 27
- U.S. Highway 33
- U.S. Highway 102
- U.S. Highway 112

## Interstates
- Interstate 69
- Interstate 75
- Interstate 94
- Interstate 96

### Zubringer und Umgehungen
- Interstate 194
- Interstate 196
- Interstate 275
- Interstate 296
- Interstate 375
- Interstate 475
- Interstate 496
- Interstate 675
- Interstate 696